# George M. Wallhauser
George Marvin Wallhauser (* 10. Februar 1900 in Newark, New Jersey; † 4. August 1993 in Livingston, New Jersey) war ein US-amerikanischer Politiker. Zwischen 1959 und 1965 vertrat er den Bundesstaat New Jersey im US-Repräsentantenhaus.

## Werdegang
George Wallhauser besuchte die öffentlichen Schulen seiner Heimat einschließlich der Barringer High School, die er im Jahr 1918 absolvierte. Zwischen 1918 und 1922 diente er im medizinischen Dienst der United States Navy. Danach setzte er im Jahr 1922 seine Ausbildung mit einem Studium an der University of Pennsylvania fort. Seit 1927 arbeitete er für die in Newark ansässige Firma United States Realty & Investment Co., deren Vizepräsident er 1940 wurde. Er blieb bis 1989 deren Vorstandsmitglied. Politisch schloss sich Wallhauser der Republikanischen Partei an. Zwischen 1946 und 1954 war er Vorsitzender des Planungsausschusses von Maplewood. In diesem Ort war er in den Jahren 1954 bis 1957 Gemeinderat.
Bei den Kongresswahlen des Jahres 1958 wurde Wallhauser im zwölften Wahlbezirk von New Jersey in das US-Repräsentantenhaus in Washington, D.C. gewählt, wo er am 3. Januar 1959 die Nachfolge von Robert Kean antrat. Nach zwei Wiederwahlen konnte er bis zum 3. Januar 1965 drei Legislaturperioden im Kongress absolvieren. Diese waren von den Ereignissen der Bürgerrechtsbewegung und des damals beginnenden Vietnamkrieges geprägt. Wallhauser war Mitglied im Postausschuss und im Ausschuss für den öffentlichen Dienst. Im Jahr 1964 verzichtete er auf eine weitere Kandidatur.
Nach dem Ende seiner Zeit im US-Repräsentantenhaus setzte George Wallhauser seine früheren Tätigkeiten fort. Zwischen 1970 und 1975 war er Mitglied der Autobahnaufsicht des Staates New Jersey, seit 1972 fungierte er als deren Vorsitzender. Er verbrachte seinen Lebensabend in Maplewood und starb am 4. August 1993 in Livingston im Alter von 93 Jahren.